# Anomala obesa
Anomala obesa är en skalbaggsart som beskrevs av Candeze 1869. Anomala obesa ingår i släktet Anomala och familjen Rutelidae. Inga underarter finns listade i Catalogue of Life.